# 삼진의거대로
삼진의거대로(Samjinuigeo-daero)는 경상남도 창원시 진전면 호산사거리에서 진동면 까지 연결하는 도로이다.

## 주요 경유지
경상남도
- 창원시 (진전면 - 진북면 - 진동면)

## 노선
| 이름                      | 접속 노선                      | 소재지 | 소재지     | 소재지 | 비고                 |
| ------------------------- | ------------------------------ | ------ | ---------- | ------ | -------------------- |
| 호산 교차로               | 대실로                         | 창원시 | 마산합포구 | 진전면 |                      |
| 진전교                    |                                | 창원시 | 마산합포구 | 진전면 |                      |
| 임곡 교차로               | 국도 제2호선 (진마대로)        | 창원시 | 마산합포구 | 진전면 |                      |
| 임곡사거리                | 팔의사로                       | 창원시 | 마산합포구 | 진전면 |                      |
| 임곡 교차로 (임곡2교차로) | 죽헌로                         | 창원시 | 마산합포구 | 진전면 |                      |
| 진목 교차로               | 국도 제2호선 (남해안대로)      | 창원시 | 마산합포구 | 진전면 | 국도 제77호선과 중복 |
| 암아 교차로               | 국도 제77호선 (회진로)         | 창원시 | 마산합포구 | 진전면 | 국도 제77호선과 중복 |
| 반고개                    |                                | 창원시 | 마산합포구 | 진전면 |                      |
|                           | 진북면                         | 창원시 | 마산합포구 |        |                      |
| 학동삼거리                | 지방도 제1002호선 (학동로)     | 창원시 | 마산합포구 |        |                      |
| 지산교                    |                                | 창원시 | 마산합포구 |        |                      |
| 사동교                    |                                | 창원시 | 마산합포구 | 진동면 |                      |
| 진동 교차로               | 지방도 제1002호선 (해양관광로) | 창원시 | 마산합포구 | 진동면 |                      |
| 진동삼거리                | 진북산업산업로                 | 창원시 | 마산합포구 | 진동면 |                      |
| (교량명칭 미상)           |                                | 창원시 | 마산합포구 | 진동면 |                      |

## 주요 건물 및 시설
- 왔다카서비스 (삼진의거대로 120/임곡리 235-2)
- HD현대오일뱅크 삼진제일주유소 (삼진의거대로 130/임곡리 68)
- CU 마산근곡점 (삼진의거대로 246/근곡리 98-21)
- SK에너지 화랑주유소 (삼진의거대로 424/지산리 280-3)
- 진북치안센터 (삼진의거대로 447/지산리 251-13)
- SK에너지 지산주유소 (삼진의거대로 473/지산리 69-6)
- 백양정비 (삼진의거대로 474/지산리 72-3)
- 성우경정비카서비스 (삼진의거대로 484/지산리 71-10)
- 현대자동차 블루핸즈 진동점 (삼진의거대로 593/진동리 876-2)
- 현대자동차 진동대리점 (삼진의거대로 595/진동리 862)
- 롯데택배 진동대리점 (삼진의거대로 598/진동리 879-7)
- 진동시내버스환승센터 (삼진의거대로 611/진동리 856)
- SK에너지 삼진주유소 (삼진의거대로 614/진동리 414-1)
- 베스킨라빈스 마산진동점 (삼진의거대로 618/진동리 415-1)
- 이디야커피 마산진동점 (삼진의거대로 619/진동리 628-8)
- 경남은행 진동지점 (삼진의거대로 623/진동리 628-11)
- CU마산진동반딧불점 (삼진의거대로 629/진동리 628-12)
- 김약국 (삼진의거대로 634/진동리 459-4)
- 농협 진동농협 하나로마트 (삼진의거대로 654/진동리 487-2)
- 농협 진동농협주유소 (삼진의거대로 654/진동리 487-2)
- 진동파출소 (삼진의가대로 661/진동리 529-3)
- HD현대오일뱅크 진동주유소 (삼진의거대로 768/교동리 443)